# Meia Praia (przystanek kolejowy)
Meia Praia (port: Apeadeiro de Meia Praia) – przystanek kolejowy w Lagos, w regionie Algarve, w Portugalii. Znajduje się na Linha do Algarve. 
Został otwarty wraz z odcinkiem linii z Portimão do Lagos 30 lipca 1922.
Jest obsługiwany przez regionalne pociągi pasażerskie Comboios de Portugal.